# Bega Begum
Bega Begum, född 1511, död 1582, var en indisk mogulgemål. 
Hon var gift med stormogulen Humajun. Hon var Padshah Begum, en titel som brukar översättas till "kejsarinna" och som gav henne främst rang i mogulharemet, mellan 1530 och 1556.